# Карломан (мажордом)
Карломан (лат. Carloman; близько 710 — 17 серпня 754) — мажордом Австразії у 741—747 роках.

## Життєпис
Старший син Карла Мартела, мажордома Франкської держави. Народився близько 710 року, за іншими відомостями 706 року. Ймовірно з кінця 720-х років брав участь у походах батька.
У 741 році після смерті Карла Мартела за його заповітом Карломан став мажордомом Австразії, а його брат Піпін — Нейстрії та Бургундії. Зведений брат Карломана і Піпіна, Грифон, незадоволений розділом королівства і підбурюваний порадами своєї матері Свангільди, зайняв місто Лаудун. Брати зібрали військо і, взявши в облогу Лаудун, примусили Грифона до здачі наприкінці 741 року. Карломан взяв його з собою і наказав тримати в «Новому замку», що знаходиться поблизу Арденн, де той і знаходився під вартою до часу, коли Карломан зрікся влади. Правителі окраїнних герцогств, розуміючи всю слабкість основ влади мажордомів без короля (з 737 року його не було на троні), не могли змиритися з таким станом справ. Оділон, герцог Баварії, вступив у союз з Теудебальдом, герцогом Алеманії, і Гунальдом I, герцогом Аквітанії.
У 742 році Карломан і брат Піпін вдерлися у північні володіння Гунальда I, який чинив відчайдушний спротив, але у битві при Буржі зазнав поразки. Слідом за цим франки спалили Лош та захопили Турень. Гунальд I відступив до Пуатьє, куди підійшли франкські королі. Але повстання алеманів змусило Карломана і Піпіна відступити. Внаслідок цього аквітанський герцог відвоював втрачені володіння.
Восени 742 року війська мажордомів атакували алеманського герцога Теудебальда, якому було завдано поразки. Останній визнав верховенство франків. Алеманія увійшла до сфери керування Карломана.
У 743 році Карломан і Піпін рушили на Баварію. Баварський герцог Оділон уклав союз з Теодоріхом, вождем саксів. Після цього Оділон зайняв досить вигідну оборонну позицію на березі річки Лех, втім злякався франків і запросив миру. Карломан і Піпін відкинули його пропозиції. Після цього Карломан, вночі пройшовши болотистою місциною, раптово вдарив у тил війську Оділону. В результаті бавари та сакси зазнали нищівної поразки, а Оділон потрапив у полон. Франки захопили Баварію, яку пограбували протягом двох місяців. Оділону довелося визнати верховну владу франків.
743 року став ініціатором реформи франкської церкви, проведеної ним у тісній взаємодії з англосаксом Боніфацієм. Карломан скликав в Лестіне (поблизу Шарлеруа), в квітні того ж року собор, який отримав назву «Німецького собору». Він відновив церковну ієрархію, з єпископам в кожному місті, митрополитом в кожній провінції, і визнав Боніфація, зведеного в сан архієпископа, легатом Святого Петра. Також було започатковано щорічне проведення соборів задля забезпечення дисципліни серед духовенства і відродження християнської релігії; повернув церкві раніше відібране майно; упорядкував ставлення світської влади до церковного землеволодіння; визначив, на яких умовах і за яких обставин церковні землі можуть надходити в прекарію світським особам. Водночас Карломан сприяв відновленню монарха на троні. 743 року ним став Хільдерік III.
У 744 році повернувшись до Австразії, мажордом Карломан організував похід проти Теодоріха, вождя саксів, союзника Оділона. Пройшовши ворожою територію, франкський очільник опанував фортецею Хохзеобург (тепер Зібург в Мансфельді), захопивши в полон Теодоріха. Останній визнав верховенство Австразії. Втім невдовзі по поверненню до Австразії Карломан отримав звістку про повстання саксів на чолі із Теодоріхом. На цей раз Карломан разом з Піпіном атакував саксонські землі. Франкське військо сплюндрувало значну територію Саксонії, було хрещено велику кількість саксів, а Теодоріха взято в полон.
У 744—745 роках Карломан і Піпін знову виступили проти Теудебальда, герцога Алеманії, завдавши тому низку поразок. 746 року Карломан придушив нове повстання алеманів, ліквідувавши напівнезалежне герцогство, яке безпосередньо приєднав до Алеманії, розділивши на два графства.
У 747 році Карломан, передавши владу сину Дрого, вирушив спочатку до Риму, до зустрівся з папою римським Захарієм, який зустрів його з усією гідністю. У Римі Карломан побудував монастир Св. Сильвестра (на Монте-Оресті). Потім Карломан вирушив до абатства біля гори Соракт. Проживши тут деякий час, Карломан переселився в монастир Св. Бенедикта в Монте-Кассіно і там постригся в ченці.
У 753 році, коли папа римський Стефан II звернувся до брата Карломана — Піпіна — з проханням захистити його від лангобардів, Карломан з'явився до брата в місто К'єрсі, щоб переконати Піпіна не робити цього. Але було марно — Піпін вирушив до Італії на допомогу папі римському, а Карломан залишився в В'єнні, де захворів на хворобу, яка перебігала з гарячкою, і помер у 754 році.